# Номерні знаки Киргизстану
Перші номерні знаки Киргизстану з'явилися у 1980 році, коли країна ще була республікою у складі Радянського Союзу. Незважаючи на здобуття незалежності у 1991 році, Киргизстан продовжував використовувати старі радянські номерні знаки до запровадження нового формату у 1994 році.

## Формат

### 1980–1993
У період з 1980 по 1993 рік киргизькі номерні знаки виготовлялися за радянським стандартом ГОСТ 3207-77. Алфавітно-цифрова послідовність на табличках мала формат: x ## ## XX, де:
- x — мала літера кирилиці,
- # — цифра від 0 до 9,
- XX — дві літери кирилиці, які вказували місце реєстрації транспортного засобу (наприклад, БИ позначали Бішкек).

| с 15 63 БИ |

#### Список кодів (серія 1980–1993)
| Код | Регіон                  |
| --- | ----------------------- |
| БИ  | Бішкек                  |
| ЖД  | Джалал-Абадська область |
| ИК  | Іссик-Кульська область  |
| НР  | Наринська область       |
| ОШ  | Ошська область          |
| ТФ  | Таласька область        |
| ЧС  | Чуйська область         |

### 1994–2015

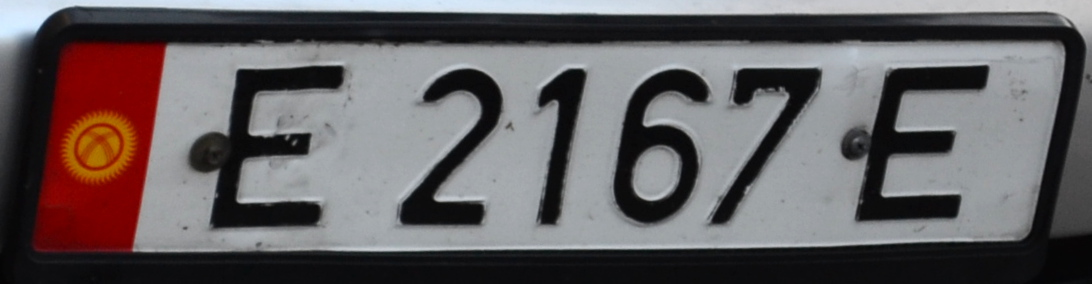
Киргизький реєстраційний номер у форматі, що діяв до 2015 року.

У 1994 році було запроваджено новий формат номерних знаків, який більше нагадував європейський стандарт. Найпомітнішими змінами стали:
- використання латинського алфавіту замість кирилиці (алфавітно-цифрові символи виконувалися шрифтом DIN 1451);
- прапор Киргизстану зліва, у стилі європейської синьої смуги.

Перша літера номерного знака вказувала на місце реєстрації транспортного засобу.

#### Список кодів (серія 1994–2015)
| Код | Регіон                  |
| --- | ----------------------- |
| A   | Баткенська область      |
| B   | Бішкек                  |
| C   | Чуйська область         |
| D   | Джалал-Абадська область |
| E   | Бішкек (передмістя)     |
| I   | Іссик-Кульська область  |
| N   | Наринська область       |
| O   | Ош                      |
| S   | Чуйська область         |
| T   | Таласька область        |
| Z   | Ошська область          |

## З 2015 року
Починаючи з 2015 року, зразок реєстраційних номерних знаків у Киргизстані знову зазнав змін. Позначення складаються з груп цифр і літер, виконаних шрифтом FE-Schrift.
Найпоширеніший формат має вигляд:
- ##|###xxx — для приватних транспортних засобів
- ##|###xx — для мотоциклів та державних транспортних засобів

Для всіх цих транспортних засобів таблички мають білий фон, а цифри й літери чорного кольору. При цьому державні транспортні засоби позначаються літерами "PT".
Перші дві цифри з лівого боку таблички, відокремлені вертикальною лінією, вказують код адміністративної одиниці. Під ними розміщено державний прапор та код країни — KG.